# Dlhé Klčovo
Dlhé Klčovo este o comună slovacă, aflată în districtul Vranov nad Topľou din regiunea Prešov, pe malul râului Ondava⁠(d). Localitatea se află la altitudinea de 114 m deasupra n.m., se întinde pe o suprafață de 10,34 km2 și în 2017 număra 1.384 de locuitori.

## Istoric
Localitatea Dlhé Klčovo este atestată documentar din 1270.

## Demografie
| An:                | 1994 | 2004   | 2014   | 2024   |
| ------------------ | ---- | ------ | ------ | ------ |
| Număr de persoane: | 1354 | 1419   | 1406   | 1347   |
| Diferență:         |      | +4,80% | −0,91% | −4,19% |

| An:                | 2023 | 2024   |
| ------------------ | ---- | ------ |
| Număr de persoane: | 1358 | 1347   |
| Diferență:         |      | −0,81% |